# 张家界市第一中学
张家界市第一中学，簡稱張家界市一中，位于中國湖南省张家界市城区，成立於1938年，是湖南省重点中学、省首批示范性高中。现任校长余国忠。有5800多名學生，包含初中部和高中部，教職工340多人，建有可容納1500餘床的宿舍。

## 民國時期
張家界市第一中學成立於1938年中國抗日戰爭時期，初名「湖南省私立孔道中學大庸分校」。1939年為躲避日軍轟炸，遷往大悲庵（今荷花機場）。1940年，學校更名為「大庸縣立初級中學」，下學期接省教育廳批覆，學校停辦一年。
1942年，湖南省教育廳核准大庸縣立初級中學。1943年，除了原本的初中部，增收一個四年制簡易師範班和一個一年制特師科班，培育小學師資。
1949年，大庸縣解放。中國國民黨第122軍軍長張紹勳在校內的總務室內被俘。

## 張家界市第一中學時期
1998年，大庸一中更名為張家界市一中。